# Seok Mi-jung
Seok Mi-jung (* 19. November 1988) ist eine südkoreanische Hochspringerin.

## Sportliche Laufbahn
Erste Erfahrungen bei internationalen Wettbewerben sammelte Seok Mi-jung bei den Asienspielen 2014 im heimischen Incheon, bei denen sie mit 1,75 m den zehnten Platz belegte. Im September 2017 nahm sie an den Asian Indoor & Martial Arts Games in Aşgabat teil und belegte dort mit 1,70 m den sechsten Platz. 2018 nahm sie erneut an den Asienspielen in Jakarta teil und erreichte dort mit 1,70 m den geteilten elften Platz.
2017 und 2018 wurde Seok Südkoreanische Meisterin im Hochsprung.

## Persönliche Bestleistungen
- Hochsprung: 1,82 m, 29. Juni 2018 in Jeongseon
  - Hochsprung (Halle): 1,70 m, 18. September 2017 in Aşgabat